# Gardenia rupicola
Gardenia rupicola är en måreväxtart som beskrevs av Christopher Francis Puttock. Gardenia rupicola ingår i släktet Gardenia och familjen måreväxter. Inga underarter finns listade i Catalogue of Life.